# 申知兒
申知兒 Zia Shin（韓語：신지아；1987年7月16日—），原名申鉉洙（韓語：신현수），本貫平山申氏，韓國小提琴演奏家，生於韓國全州市。
畢業於韓國藝術綜合大學。2008年榮獲瑪格麗特-龍-雅克-諦博國際比賽小提琴一等獎。2009年在伊凡·費舍指揮的華盛頓區國家交響樂團拉小提琴並正式開始職業生涯。她還獲得2012年比利時伊麗莎白王后國際音樂比賽第三名。
2015年曾來港參與由香港新世代藝術協會主辦的 HKGNA 音樂節 2015（HKGNA Music Festival 2015）與韓國知名大提琴家鄭明和（Myung-wha Chung）當紅韓國鋼琴家孫烈音（Yeol Eum Son）演出。

## 外部連結
- Aspen Artist: Hyun-Su Shin
- HKGNA Festival Artist - Zia Shin （页面存档备份，存于）